# Gondesende
Gondesende é uma povoação portuguesa sede da Freguesia de Gondesende do Município de Bragança, freguesia com 12,94 km² de área e 139 habitantes (censo de 2021), tendo, por isso, uma densidade populacional de 10,7 hab./km².

## Demografia
A população registada nos censos foi:
| Distribuição da População por Grupos Etários | Distribuição da População por Grupos Etários | Distribuição da População por Grupos Etários | Distribuição da População por Grupos Etários | Distribuição da População por Grupos Etários |
| -------------------------------------------- | -------------------------------------------- | -------------------------------------------- | -------------------------------------------- | -------------------------------------------- |
| Ano                                          | 0-14 Anos                                    | 15-24 Anos                                   | 25-64 Anos                                   | > 65 Anos                                    |
| 2001                                         | 25                                           | 28                                           | 111                                          | 62                                           |
| 2011                                         | 17                                           | 14                                           | 81                                           | 82                                           |
| 2021                                         | 13                                           | 6                                            | 54                                           | 66                                           |